# Миллер, Герхард Фридрих
Ге́рхард Фри́дрих Ми́ллер (Мю́ллер), в прижизненных трудах Ге́рард Фри́дерик, также в русифицированной форме Фёдор Ива́нович Ми́ллер (нем. Gerhard Friedrich Müller; 29 октября 1705, Херфорд, герцогство Вестфалия, Королевство Пруссия — 11 (22) октября 1783, Москва, Российская империя) — русско-немецкий историк, историограф, естествоиспытатель и путешественник.
Действительный член Императорской Академии наук и художеств в Санкт-Петербурге (адъюнкт по истории с 05.11.1725, профессор истории с 01.07.1730), вице-секретарь Академии (01.07.1728—01.06.1730), конференц-секретарь Академии (07.03.1754—21.02.1765), действительный статский советник (1783). Руководитель Академического отряда «Второй Камчатской экспедиции», организатор Московского главного архива. Первый ректор Академического университета Петербургской академии наук (ныне этот университет официально считается предшественником Санкт-Петербургского государственного университета).
Первый в России профессиональный историк. Миллеру принадлежат первые труды по целому ряду вопросов российской истории, которые положили начало нескольким важнейшим направлениям исследований. Внёс значительный вклад в расширение источниковой базы исторических исследований за счёт использования делопроизводственных и актовых документов и источников нероссийского происхождения. Стал первым российским исследователем, кто обратился с научными целями к архивным документам. Слово «источник» в современном значении впервые употреблено в трудах Миллера. Сыграл важную роль в институциональном становлении российской исторической науки. Внёс вклад в профессионализацию в России самой деятельности историка («ремесла историка»), переход истории из разряда литературы в науку и формирование научной среды, в которой «известия» о прошлом из познавательного и назидательного нарратива постепенно становились предметом научного исследования и обсуждения.
В 1728 году основал первый русский журнал «Примечания к Ведомостям», позднее также первый исторический журнал — Sammlung Russischer Geschichte. С 1755 по 1764 года под его редакцией выходил журнал Академии наук «Ежемесячные сочинения, к пользе и увеселению служащие», который стал образцом для ряда новых журналов и был первым русским «толстым журналом».

## Происхождение
Его отец, Томас Мюллер, ректор гимназии в Херфорде (Вестфалия), происходил из пасторской семьи из города Зост. Мать, Анна Мария Боде, была дочерью профессора права и восточных языков и теологии в городе Минден (Вестфалия), Герарда Боде. Дядя по материнской линии, Генрих фон Боде, был профессором права в Ринтельне и Галле и принадлежал к имперскому дворянству, имея чин имперского надворного советника.
Школьное образование Герхард получил в гимназии своего отца. С 1724 года учился в Лейпцигском университете.

## Карьера в России
5 (16) ноября 1725 года Миллер приехал в Россию и был определён адъюнктом по истории в только что основанную Петербургскую Академию наук. Поддерживаемый влиятельным И. Шумахером, зятем которого Миллер предполагал стать, он в первые годы преподавал латинский язык, историю и географию в Академической гимназии, вёл протоколы академических заседаний и канцелярии (1728—1730), редактировал «Санкт-Петербургские ведомости» с «Примечаниями» — первым российским журналом, рассчитанным на широкий круг читателей, а также немецкоязычную газету St. Petersburgische Zeitung. 1 (12) июля 1730 года Миллер был назначен профессором (академиком) истории Академии, а 2 августа выехал за границу. Посетив Германию, Голландию, Англию, Миллер привлёк для работы в Академии Готлиба Юнкера и Георга Якова Кера. По возвращении в 1732 году, Миллер обнаружил, что лишился расположения Шумахера, с которым у него с тех пор возникла непримиримая вражда. С 1732 года он стал выпускать сборник статей, касающихся России: «Sammlung Russischer Geschichte» (1732—1765) — это было первое издание, основательно знакомившее иностранцев с Россией и её историей.
В 1733 году началась подготовка «Второй Камчатской экспедиции», в которой по поручению академии принял участие и Миллер. Миллер объездил административные центры Западной и Восточной Сибири: Берёзов, Усть-Каменогорск, Нерчинск, Якутск, в которых исследовал местные архивы, нашёл Сибирскую летопись Семёна Ремезова. Десятилетнее (1733—1743) пребывание в Сибири позволило Миллеру собрать множество сведений по истории и этнографии коренных жителей Сибири, местной археологии и современному состоянию края. Особенно важна была вывезенная Миллером громадная коллекция копий архивных документов, которые и сейчас являются документам истории Сибири. В Санкт-Петербург Миллер вернулся в самый разгар академических интриг и, кроме Шумахера, нажил себе другого непримиримого врага — М. В. Ломоносова.
После возвращения из Сибири, Миллер написал историю российских исследований. Французское издание его работы (фр. Voyages et decouvertes faites par les Russes le long des cotes de la mer Glaciale &sur l'ocean oriental) помогло довести до широкой аудитории Европы информацию о российских исследованиях.
29 января (9 февраля) 1748 г. дал присягу на российское подданство. 
В октябре 1748 г. в его квартире был произведён обыск (участники: М. В. Ломоносов, В. К. Тредиаковский, П. И. Ханин) в связи с делом о письме академика Ж. Н. Делиля.
Его текст «О происхождении народа и имени российского», написанный в 1749 году для  выступления на торжественного заседания Академии, был запрещён и подвергся многомесячному разбирательству. Академик Ломоносов при поддержке адьюнктов Степана Петровича Крашенинникова и Никиты Ивановича Попова нашли его «предосудительной России»: «Во всей речи ни одного случая не показал к славе российского народа, но только упомянул о том больше, что к бесславию служить может, а именно: как их многократно разбивали в сражениях, где грабежом, огнём и мечом пустошили и у царей их сокровища грабили. А напоследок удивления достойно, с какой неосторожностью употребил экспрессию, что скандинавы победоносным своим оружием благополучно себе всю Россию покорили». Нетерпимость, с какой была встречена теория скандинавского происхождения варягов-основателей русского государства (Норманская теория), объяснялась тогдашними  отношениями России и Швеции. Почти все напечатанные экземпляры речи были уничтожены. В 1768 году в «Allgemeine historische Bibliothek» (т. V) был опубликован её перевод.
6 (17) октября 1750 года Миллер был, за ссору с Ломоносовым, разжалован на год, президентом Императорской Академии наук и художеств графом К. Г. Разумовским, из профессоров — в адъюнкты Академии и понижением жалованья с 1000 руб. до 860 руб. в год. Скоро, однако, Миллер был прощён под условием предварительно подать прошение о прощении.
В 1750 году он напечатал первый том «Описания Сибирского царства» — «первый правильный учёный труд по сибирской истории» (Пыпин). 2-й том увидел свет лишь в отрывках, напечатанных в «Sammlung russisch. Geschichte» и «Ежемесячных Сочинениях». Миллер очень медлил работой, и академия поручила продолжение её академику Фишеру. «Sibirische Geschichte» последнего (СПб., 1768; русский перевод, СПб., 1774) не есть, однако, продолжение, а лишь сокращённый пересказ сочинения Миллера (как напечатанного, так и остававшегося ещё в рукописи). Работу Фишера Бюшинг считал простым плагиатом. С 1754 года в звании конференц-секретаря Академии Миллер ведёт обширную переписку с заграничными учёными, вызывает профессоров для московского университета, принимает участие в составлении Вольтером истории царствования Петра Великого, предоставляя материалы и замечания.
В 1755—1765 годы Миллер редактировал «Ежемесячные сочинения, к пользе и увеселению служащие» — первое периодическое учёно-литературное издание на русском языке. В нём участвовали все современные писатели, пользовавшиеся известностью; сам Миллер поместил там много статей, касающихся Сибири. Из числа собственно исторических трудов Миллера, кроме «Origines Rossicae», главнейшие: «О летописце Несторе» (1755), «Известие о запорожских казаках» (1760), «О начале Новгорода и происхождении российского народа» (1761) и «Опыт новой истории о России» (1761). Напуганный судьбой своей речи 1749 года, Миллер в 1761 году предположил, что основатели русского государства были роксолане с Балтийского моря. Позже, в сочинении «О народах, издревле в России обитавших» (Büsching’s «Magazin», XV; русский перевод, СПб., 1773), он указал на присутствие варяжского элемента на юге. В «Опыте новой истории о России» автор хотел продолжать Татищева, но Ломоносову не нравилось, что Миллер занимался исследованиями о «смутных временах Годунова и Расстриги — самой мрачной части российской истории», и ему удалось добиться прекращения этого труда.
С 1 (12) января 1765 года Миллер по рекомендации И. И. Бецкого именным указом Екатерины II был назначен главным надзирателем Московского Воспитательного дома, с оставлением при Академии наук и художеств в звании историографа, а в марте 1766 года определён начальником Московского архива Коллегии иностранных дел. Назначая Миллера в архив иностранной коллегии, императрица Екатерина поручила ему составить «Собрание русской дипломатики» по примеру Дюмона. В качестве управляющего архивом он воспитал себе достойного преемника в лице Н. Н. Бантыш-Каменского.
Поражённый параличом в 1772 году, он продолжал неустанно работать до самой смерти, наступившей в ночь на 11 (22) октября 1783 года. Московский период в жизни Миллера был ознаменован изданием таких ценных памятников и трудов русских учёных, как: Судебник царя Ивана Грозного, Степенная книга, «Письма Петра Великого графу Б. П. Шереметеву», «Ядро Российской истории» (Манкеева), «История Российская» (Татищева), «Географический словарь» (Полунина), «Описание Камчатки» (Крашенинникова). В «Опыте трудов вольного российского собрания» (IV, V) Миллер поместил ряд статей о рождении, воспитании, воцарении и короновании Петра Великого, об учреждении первых гвардейских полков.
В 2005 году в Москве, в Выставочном зале федеральных архивов с 15 ноября по 7 декабря происходила выставка «От Рейна до Камчатки (к 300-летию со дня рождения академика Г. Ф. Миллера», организованная Российским государственным архивом древних актов при участии Государственного исторического музея, Государственного музея изобразительных искусств им. А.С. Пушкина, Государственного музея народов Востока, Государственной Третьяковской галереи, Санкт-Петербургского филиала Архива Российской академии наук и Архива внешней политики Российской империи ИДД МИД РФ. Руководитель Ю. М. Эскин, автор выставки, составитель и редактор каталога Е. Е. Рычаловский.

## Пугачёвская тема
Г. Ф. Миллером была собрана коллекция документов и мемуаров по восстанию Емельяна Пугачёва, известная как «Пугачёвский портфель Миллера». В коллекции находятся копии писем, известия, сочинения, указы, манифесты, донесения, речи и другой материал за период 1772—1775 годов, связанные с тем восстанием. В 1784 году в немецком ежегоднике А. Ф. Бюшинга была издана анонимная статья «Достоверные известия о мятежнике Емельяне Пугачёве и поднятом им бунте». Как считают исследователи (в том числе Г. П. Блок и И. М. Гвоздикова), эта работа была написана Г. Ф. Миллером.

## Звания и награды
- Статский советник (1775)
- Действительный статский советник (1783)
- Орден Св. Владимира 3-й степени (1783)

## Семья
- Брат: Генрих Юстус Мюллер (11.6.1702, Херфорд — 1783) — старший преподаватель академической гимназии (1732—1767) (с 1742 года был женат на Луизе Энгельгардт)
- Жена: N.N. — вдова немецкого врача из Сибири, сочетались браком в 1742 в Верхотурье[22]
- Сын: Карл — имперский прокурор Верховного суда, надворный советник
- Сын: Яков Федорович — секунд-майор

## Коллекции
После смерти Миллера осталась коллекция автографов и рукописей (в 258 портфелях), важных для изучения истории, этнографии, статистики и промышленности России и в частности Сибири. Многими материалами обязаны Миллеру князь М. М. Щербатов, И. И. Голиков, Словцов, Новиков (в «Древней Российской Вивлиофике»), граф Румянцев (в «Собрании Государственных Грамот и Договоров»), а также Археографическая комиссия. До нашего времени[когда?] более половины сибирского архива Г. Миллера ещё не опубликовано.

## Оценки
Как человек своего времени Миллер разделял характерные для того периода представления о значении исторического знания. В своем проекте Исторического департамента Академии наук в 1746 года он писал: «Каждому человеку… в истории необходимая нужда есть; она обыкновенно называется зерцалом человеческих действий, по которому о всех приключениях нынешних и будущих времен, смотря на прошедшия, разсуждать можно». За время жизни в России он несомненно, по свидетельству А. Л. Шлецера, стал патриотом своей новой родины; в то же время полученный в России опыт научил его, что «историческая правда» может являться политически опасной. В отношении научных исторических изысканий Миллер стоял на явных объективистских позициях, он утверждал, что историк «должен казаться без отечества, без веры, без государя… все, что историк говорит, должно быть строго истинно, и никогда не должен он давать повод к возбуждению к себе подозрения в лести». В этом и заключалось основное расхождение позиций Миллера и Ломоносова. По мнению А. С. Мыльникова, в диспуте Ломоносова и Миллера 1749—1750 годов «столкнулись два методологических подхода — один, представленный Миллером, восходящий к рационалистической критике раннего немецкого Просвещения, и другой, представленный Ломоносовым, сочетавший просветительские представления с элементами поэтики русского барокко, сцементированные идеями национального патриотизма». Миллер настаивал на необходимости различать историческое исследование и «панегерическую речь» и считал, что негативные примеры из прошлого обладают не меньшим воспитательным значением, чем положительные. Кроме того, Миллер, в отличие от Ломоносовым, не ставил своей целью создать национальный исторический дискурс, он рассматривал свою задачу не в качестве политической или патриотической, но как сугубо научную, связанную с получением нового знания.
Оценки Миллер как историка были полярными как в советское время, так и в дореволюционной историографии, когда на эти оценки не могла влиять официальная идеология. К. Н. Бестужев-Рюмин называл Миллера «отцом русской истории». С. М. Соловьев, П. Н. Милюков и некоторые другие представляли его как ремесленника, чернорабочего от истории, не способного подняться до уровня аналитических обобщений. Причина таких оценок была в том, что Миллер являлся единственным российским историком своего времени, который не предпринимал попыток написания крупного обобщающего труда по истории России, подобного работам В. Н. Татищева и М. М. Щербатова, и таким образом представить авторскую концепцию русской истории. Кроме многотомной «Истории Сибири», он не создавал крупных трудов, а писал тематические статьи и небольшие монографии по отдельным историческим сюжетам. Однако в этом смысле он был значительно ближе к современным историкам, которым свойствена специализация. В новейшее время историки специализируются обычно по определенным периодам, а чаще по отдельным тематикам, специальностью же Миллера была история России как таковая, поскольку сам объем накопленных исторических знаний в данный период был ещё небольшим, проблемное поле практически не разработанным, а историческое знание сохраняло целостный характер без разделения на социальную, политическую, экономическую историю и др.

## Труды
- Описание Томского уезда Тобольской провинции в Сибири в нынешнем его положении, в октябре 1734 г. // Источники по истории Сибири досоветского периода. — Новосибирск: Наука, 1988. — С. 65—101.
- Исторические сочинения о Малороссии и малороссиянах, Москва, 1846 г.
- История Сибири: В 3 томах.
  - Описание Сибирского царства и всех произошедших в нём дел от начала, а особливо от покорения его Российской державой по сии времена. — СПб., 1750. — 510 с.
  - История Сибири. — М.—Л.: Изд-во АН СССР, 1937. — Т. I.
  - История Сибири. — М.—Л.: Изд-во АН СССР, 1941. — Т. II.
  - История Сибири. — М.: Восточная литература, 2005. — Т. III.
- Сочинения по истории России. Избранное / Сост. А. Б. Каменский. М.: Наука, 1996. 448 с.
- Voyages et decouvertes faites par les Russes le long des cotes de la mer Glaciale &sur l’ocean oriental, том 1, том 2, Амстердам, 1766.
- Описание живущих в Казанской губернии языческих народов, яко то черемис, чуваш и вотяков. — СПб., 1791. — 131.
- О народах издревле в России обитавших. — 1773 г.
- Известие о дворянах российских. — 1790 г.
- Известия о бывшем городе Ниэншанце — 1755 г.
- О первом летописателе Российском преподобном Несторе — 1755 г.
- О первых Российских путешествиях и посольствах в Китай — 1755 г.
- Роспись губерниям, провинциям, городам, крепостям и другим достопамятным местам в России находящимся — 1757 г.
- Поправки погрешностей, учиненых г. де Бюфоном в первой части Натуральной его истории при объявлении о разных странах и местах российского государства — 1757 г.
- Изъяснения сумнительств, находящихся при постановлении границ между российским и Китайским государством 7197 (1689) года — 1757 г.
- О китовой ловле около Камчатки — 1757 г.
- Описание морских путешествий по Ледовитому и восточному морю, с российской стороны учиненых — 1758 г.
- Известие о песошном золоте в Бухарии, о чиненых для оного отправлениях и о строении крепостей при Иртыше — 1760 г.
- Известия о запорожских казаках — 1760 г.
- Известия о ландкартах, касающихся до российского государства — 1761 г.
- Изъяснения о некоторых древностях, в могилах найденных — 1764 г.[24]